# H.C. Branner
Hans Christian Branner (Ordrup, 23 juni 1903 – Kopenhagen, 23 april 1966) was een Deens schrijver. Vanaf 1960 was H.C. Branner lid van Det Danske Akademi.

## Schrijverschap
Hij heeft zowel romans, verhalen (To minutters stilhed, 1944), essays (Vandring langs floden, 1956) als toneelstukken (Thermopylæ, 1958 geschreven). In zijn romans is hij pedagogisch en verklarend. H.C. Branner debuteerde met de roman Legetøj (Speelgoed) in 1936. Hij werd spoedig populair, omdat zijn romans en verhalen handelden over de werkelijkheid waarin de lezers zelf leefden. En hij schreef begrijpelijk. In een interview met Niels Birger Wamberg vertelde H.C. Banner dat  zijn debuut Legetøj in de eerste druk nauwelijks verkocht werd, maar dat het boek later in een goedkopere uitgave veelvuldig over de toonbank ging.
H.C. Branner ontving vele prijzen en fondsen. Hij schreef over mensen en de wijze waarop zij elkaar – zowel positief als negatief - beïnvloeden. Hij was geïnspireerd door de theorieën van Freud dat de oorzaken van de problemen van de mens diep gelegen zijn in zijn persoonlijkheid. Zijn manier om ze op te lossen is door terug te kijken naar de jeugd en daar naar de oorzaken van de problemen te zoeken. 
Branner geloofde dat de mens zich kan bevrijden wanneer hij zijn verleden kent en zijn verleden weet te verwerken. Zijn hoofdpersonages zijn vaak mensen in crisis, en de schrijver beschreef, hoe zij in zichzelf keerden om de crisis te boven te komen. Branner was een humanist en beschouwde tolerantie als van fundamenteel belang. Machtsbegeerte en de drang om over anderen te heersen zag hij als corrumperend en het tegendeel van liefde.

## Privé
Hij werd geboren op 23 juni 1903 in Ordrup als zoon van Christian Branner, rector aan het Ordrup Gymnasium, en Fanny Branner (geboren Frederiksen). Hij werd student aan hetzelfde Ordrup Gymnasium in 1921. Hij trouwde op 20 juni 1930 in de Skovshoved Kirke met Karen Margrethe Ingeborg Eline Havn de Moldrup (1906-1993) en was vader van journalist en schrijver Jens Branner (1933-2013). Branner ligt begraven op het Hørsholm Kirkegård.

## Uitgelichte bibliografie
- Legetøj – 1936
- Barnet leger ved stranden – 1937
- Om lidt er vi borte (verhalen) – 1939
- Drømmen om en kvinde – 1941
- Historien om Børge – 1942
- To minutters stilhed (verhalen) – 1944
- Angst (verhalen) – 1947
- Rytteren – 1949
- Søskende (drama)     – 1952
- Ingen kender natten – 1955
- Ariel (verhalen)     – 1963

- Bibliothèque nationale de France: cb121757962 (data)
- Gemeinsame Normdatei: 122448146
- International Standard Name Identifier: 0000 0001 2123 6926
- KulturNav: 8b679ae0-4941-46a4-bfac-a7d79be8fadf
- Library of Congress Control Number: n80093422
- Nationale Bibliotheek van Letland: 000331424
- Nationale Bibliotheek van Tsjechië: ola2002153764
- Nationale Bibliotheek van Israël: 987007275550805171
- Nederlandse Thesaurus van Auteursnamen: 070343152
- LIBRIS: 178977
- Système universitaire de documentation: 030317274
- Trove: 1284707
- Virtual International Authority File: 22183731
- WorldCat: E39PBJhCJRdfMqr9bCY8kGVpyd